# カメラ (雑誌)
『カメラ』（CAMERA）は、戦前と戦後にかけアルスが出版していたカメラ、写真に関するアマチュア向け雑誌。1921年4月創刊。

## 概要
アルスの前身である阿蘭陀書房の単行本で三宅克己著『写真のうつし方』（1916年）がベストセラーになったのを受け、"趣味写真”をアマチュアに普及させる目的で創刊された。水彩画家として著名であった三宅を顧問に、写真雑誌の草分けのひとつ『写真月報』そして『写真の趣味』（ともに小西本店）で編集を担当していた高桑勝雄を主筆として刊行。アルスの代表的出版物となり月刊誌であった。口絵＋月例の投稿写真コンテスト＋メカニズム記事という現在のカメラ・写真雑誌の基本スタイルを確立した。金鈴社の鈴木八郎も創刊の頃から編集助手としてかかわった。
アルスは、戦前から戦後にかけて存在していた出版社で、代表者は北原鉄雄（北原白秋の弟）。白秋と鉄雄がかかわった阿蘭陀書房の雑誌に『ARS』があった。白秋本人も作品集などを出版しており、アルスの出版物は、写真と文学の関連書が中心となっていた。のちにアルスから独立した北原正雄（白秋らの従兄弟）は玄光社をおこし『写真サロン』を刊行する。
1922年5月号から菊判の判型を四六倍判に変更。関東大震災でも休刊せず、その後、同社の『芸術写真研究』や『カメラマン』を吸収合併して刊行。1935年頃から、高桑の提唱で「国際写真サロン運動」の拠点となる。
紙面の内容はおもに一般むけにカメラやフィルム、印画紙などについて、撮影や暗室技法の解説や、有名作家の作品紹介、写真界の動向、また読者から投稿された「月例写真」とよばれた写真作品の掲載であった。この月例写真とは、読者から作品を募集し、コンテスト形式で特選、準特選、入選などの順位をつけて掲載するものであった。『カメラ』をはじめとするこの時代の写真雑誌で行なわれた月例写真への投稿ブームは、戦中一時中断するものの戦後の復刊『カメラ（CAMERA）』の時代まで、アマチュアのなかからのちに著名となる写真家たちを数多く輩出した。たとえば1930年代から投稿をはじめた植田正治もその一人である。
戦時下においては雑誌統廃合のため『カメラ』『カメラクラブ』『写真サロン』（玄光社）が統合され、1941年1月に『写真文化』（石津良介編集長）が創刊され、あらたに巻次を引き継いだ。その後、戦局が進むにつれ、題名に"文化"という文字も許されず、1943年11月号から『写真科学』（伊藤逸平編集長）と改題。1945年5・6月号で休刊した。
戦後は、1946年1月号からはアルファベット表記の『CAMERA』の名で復刊。1948年9月号から桑原甲子雄が編集長となり、木村伊兵衛や土門拳を月例写真の審査員にむかえる。1950年頃から土門拳らの「リアリズム写真運動」の拠点となるが、一時代を築いた写真雑誌は1956年8月号で廃刊となった。作品と写真界の動きを掲載する『アルス写真年鑑』を1926年から1954年まで刊行（戦中休刊有り）した。
しばしば「アルス学校」と言われたほど、写真雑誌の編集者を多く輩出した。『写真サロン』（玄光社）の北原正雄、『カメラクラブ』復刊『写真サロン』『カメラハンドブック』の鈴木八郎、『写真文化』『写真科学』から復刊した『カメラ（CAMERA）』の時代の石津良介や伊藤逸平、『日本カメラ』の藤川敏行、復刊『カメラ（CAMERA）』『サンケイカメラ』の桑原甲子雄、『フォトアート』（研光社）の永井嘉一、『カメラアート』の勝田康雄、ほかに伊藤知己、加藤保雄、藤田直道、師岡宏次らが「アルス学校」の出身者と言われる。
なお光画荘（現在の写真工業出版社）から『月刊カメラ』が発行されていたが、別の雑誌である。戦後、両誌が共に刊行されていた時期があるが、その時期は、アルスがローマ字で『CAMERA』、光画荘が『月刊カメラ』と表記していた。

## 戦前のカメラの巻号
戦前（第二次世界大戦終了まで）のカメラの「巻」と刊行時期の対応は具体的には以下のとおり。
- 第1巻→1921年（大正10年）4月号（創刊号）～12月号
- 第2巻→1922年（大正11年）1月号～4月号
- 第3巻→1922年（大正11年）5月号～12月号
- 第4巻→1923年（大正12年）1月号～11月号（12月号は休刊）
- 第5巻→1924年（大正13年）1月号～12月号
- 第6巻→1925年（大正14年）1月号～12月号
- 第7巻→1926年（大正15年・昭和元年）1月号～12月号
- 第8巻→1927年（昭和2年）1月号～12月号
- 第9巻→1928年（昭和3年）1月号～12月号（ただし10月号は休刊）
- 第10巻→1929年（昭和4年）1月号～12月号
- 第11巻→1930年（昭和5年）1月号～12月号
- 第12巻→1931年（昭和6年）1月号～12月号
- 第13巻→1932年（昭和7年）1月号～12月号
- 第14巻→1933年（昭和8年）1月号～12月号
- 第15巻→1934年（昭和9年）1月号～12月号
- 第16巻→1935年（昭和10年）1月号～12月号
- 第17巻→1936年（昭和11年）1月号～12月号
- 第18巻→1937年（昭和12年）1月号～12月号
- 第19巻→1938年（昭和13年）1月号～12月号
- 第20巻→1939年（昭和14年）1月号～12月号
- 第21巻→1940年（昭和15年）1月号～12月号（戦前の最終号）

以上、戦前の期間では全部で235号（235冊）が刊行されている。他に、臨時増刊が何号か刊行されている。臨時増刊の例は以下のとおり。
- 1937年2月刊行「世界写真年鑑傑作集1937」
- 1937年12月刊行「世界写真年鑑傑作集1938　Vol.1」
- 1938年3月刊行「世界写真年鑑傑作集1938　Vol.2」
- 1939年6月刊行「世界写真年鑑傑作集1939」